# جامع السليمية
جامع السليمية (بالتركية: Selimiye Camii) هو جامع يقع في مدينة أدرنة في تركيا التي كانت عاصمة الدولة العثمانية قبل فتح القسطنطينية. أنشأ الجامع السلطان سليم الثاني ونفذ بناؤه المعماري العثماني الأشهر سنان آغا (معمار سنان) عام 1575م، ويعتبره البعض أعظم أعماله المعمارية.

## العمارة
يُعد جامع السليمية نموذجا لعمارة المهندس العثماني الشهير معمار سنان المتميزة والثرية، وصل سنان إلى القمة في عالم البناء والتشييد في جامع السليمية الذي يعد أعظم ما بني حسب رأي خبراء العمارة. وقد شيده بناء على أمر من السلطان سليم الثاني الذي خلف والده السلطان سليمان القانوني في حكم الدولة العثمانية. والمجمع عبارة عن جامع ومدرسة ودار للقراء ودار للحديث.
كان أحد الأهداف الرئيسية لمعمار سنان هو تجاوز حجم القبة المركزية لآيا صوفيا، ويُزعم أن دافعه كان المهندسون المعماريون المسيحيون الذين زعموا أن المسلمين غير قادرين على مطابقة بناء تلك القبة.  تشيد سيرة معمار سنان بقبة مسجد السليمية لحجمها وارتفاعها، والذي يبلغ تقريبًا نفس قطر القبة الرئيسية لآيا صوفيا وأعلى قليلاً؛ وهي المرة الأولى التي تم فيها تحقيق ذلك في العمارة العثمانية.  
يبلغ قطر القبة نصف الكروية 31.28 مترًا (102.6 قدمًا). ارتفاعها الدقيق محل نزاع في بعض الأحيان ولكنه يبلغ حوالي 42 مترًا (138 قدمًا). في كتاب "تذكرت البنيان" (بالتركية: Tezkiratü'l-Bünyan)، السيرة الذاتية التي كتبها ساعي مصطفى جلبي (بالتركية: Sa'i Mustafa Çelebi)، قيل إن معمار سنان أعلن: "في هذا المسجد... لقد بنيت قبة أعلى بستة أذرع وأعرض بأربعة أذرع من قبة آيا صوفيا."

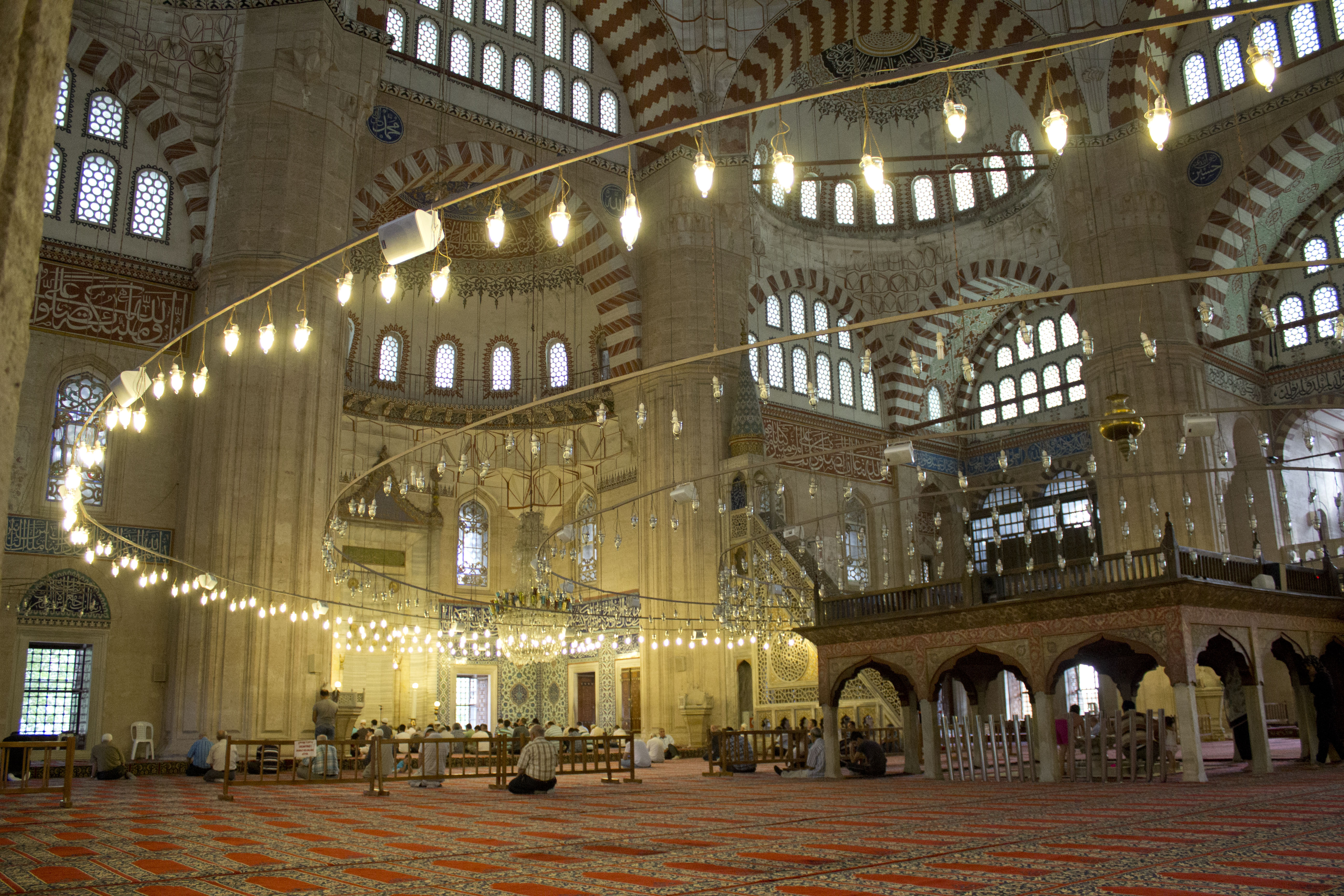
عظمة البناء الداخلي للجامع.

## قائمة اليونسكو للتراث العالمي
بعد نجاح تركيا في إدراج مدينة أفس في ولاية إزمير ضمن قائمة اليونسكو للتراث العالمي، بلغ عدد المواقع التركية المدرجة ضمن قائمة المنظمة الأممية 15 موقعا.
انضمت تركيا إلى قائمة التراث العالمي لأول مرة عام 1985م بخمسة مواقع هي منتزه جوريم الوطني ومواقع كابادوكيا الصخرية، والمسجد الكبير ومشفى ديورجي، والمناطق التاريخية في إسطنبول، ثم توالى دخول المواقع أخرى في الأعوام التالية، كان من ضمنها جامع السليمية.

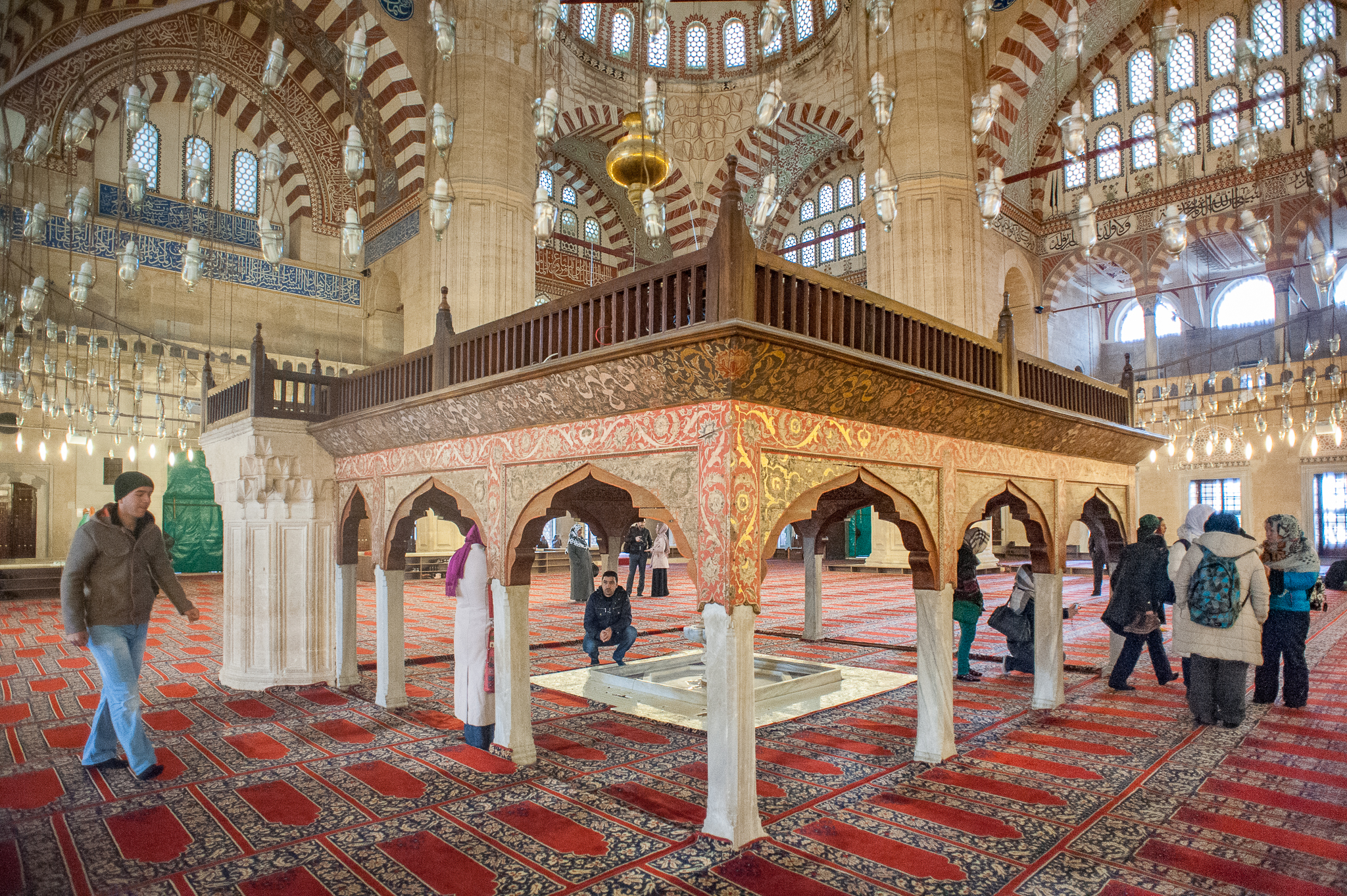
مقصورة المؤذنين (دِكّةُ المُبَلِّغ).

## بناء الجامع
اختار معمار سنان أعلى ربوة في أدرنة ليقيم عليها الجامع بحيث يمكن مشاهدته من أنحاء المدينة.
وفقًا لنقش المسجد، بدأ معمار سنان في بنائه سنة «976هـ - 1568م»، وكان عمره آنذاك أربعة وثمانين عاما، وانتهى منه بعد ست سنوات. ورغم أنه كان من المقرر افتتاح المسجد يوم الجمعة 27 نوفمبر 1574م، إلا أنه لم يُفتتح للعبادة إلا في 14 مارس 1575م، بعد وفاة السلطان سليم الثاني.
غطى معمار سنان المكان كله في الجامع بقبة واحدة قطرها 31.5 مترا دون اللجوء إلى أنصاف القباب التي كان قد استخدمها من قبل في جامع شاهزاده وجامع السليمانية. وارتكزت القبة إلى قاعدة مثمنة محمولة على ثماني دعامات قوية، وهذا ما نلاحظه من رحابة في المكان وارتفاع في القبة.

## التاريخ اللاحق
خضع المسجد لأولى إصلاحاته على يد معمار سنان عام 1584م، بعد أضرار طفيفة ناجمة عن الصواعق. كما تسبب زلزال عام 1752م في أضرار طفيفة.  في عام 1808م، تم ترميم بعض الزخارف الخطية في المسجد وأضيف سقف فوق نافورة الفناء، على الرغم من أنه اختفى منذ ذلك الحين.
في عهد السلطان عبد المجيد الأول (1839م-1861م)، أعيد تجصيص الجزء الداخلي من المسجد وإعادة زخرفته، بأسلوب يقلد جزئيًا الزخرفة السابقة.
خلال الحرب الروسية التركية عامي 1877م و1878م، نُهبت بعض البلاطات المزخرفة على جدران مقصورة السلطان ونُقلت إلى موسكو. وخلال حصار المدينة عام 1913م، تضررت قبة المسجد بنيران المدفعية. وتُركت آثار الضرر دون ترميم، كتذكير وتحذير للأجيال القادمة. وبعد ذلك بوقت قصير، في نهاية حرب البلقان الثانية، سُرقت بعض أقدم سجادات المسجد من قبل القوات البلغارية المنسحبة.
خضع المسجد للترميم بين عامي 1954م و1971م، كما تم ترميم بعض أجزائه بين عامي 1982م و1984م.
وفي أواخر عام 2021م، بدأ مشروع ترميم شامل آخر للمسجد، ومن المقرر أن يكتمل بحلول عام 2025م.

## على الأوراق النقدية
صُوّر المسجد على ظهر الأوراق النقدية التركية من فئة 10,000 ليرة من عام 1982م إلى عام 1995م.

## معرض الصور

جامع السليمية بإدرنة من الخارج
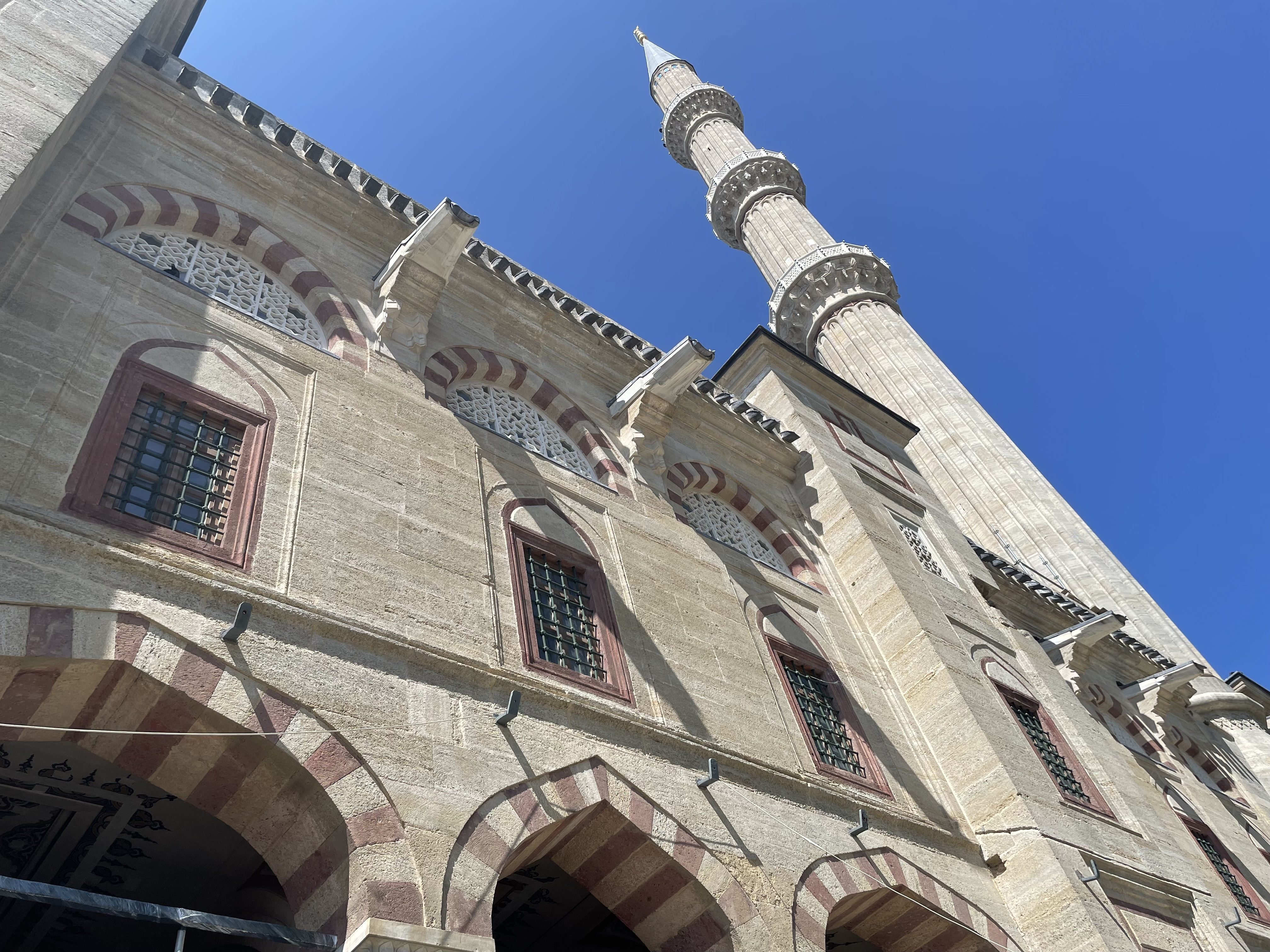
واجهة الجامع الخلفية.
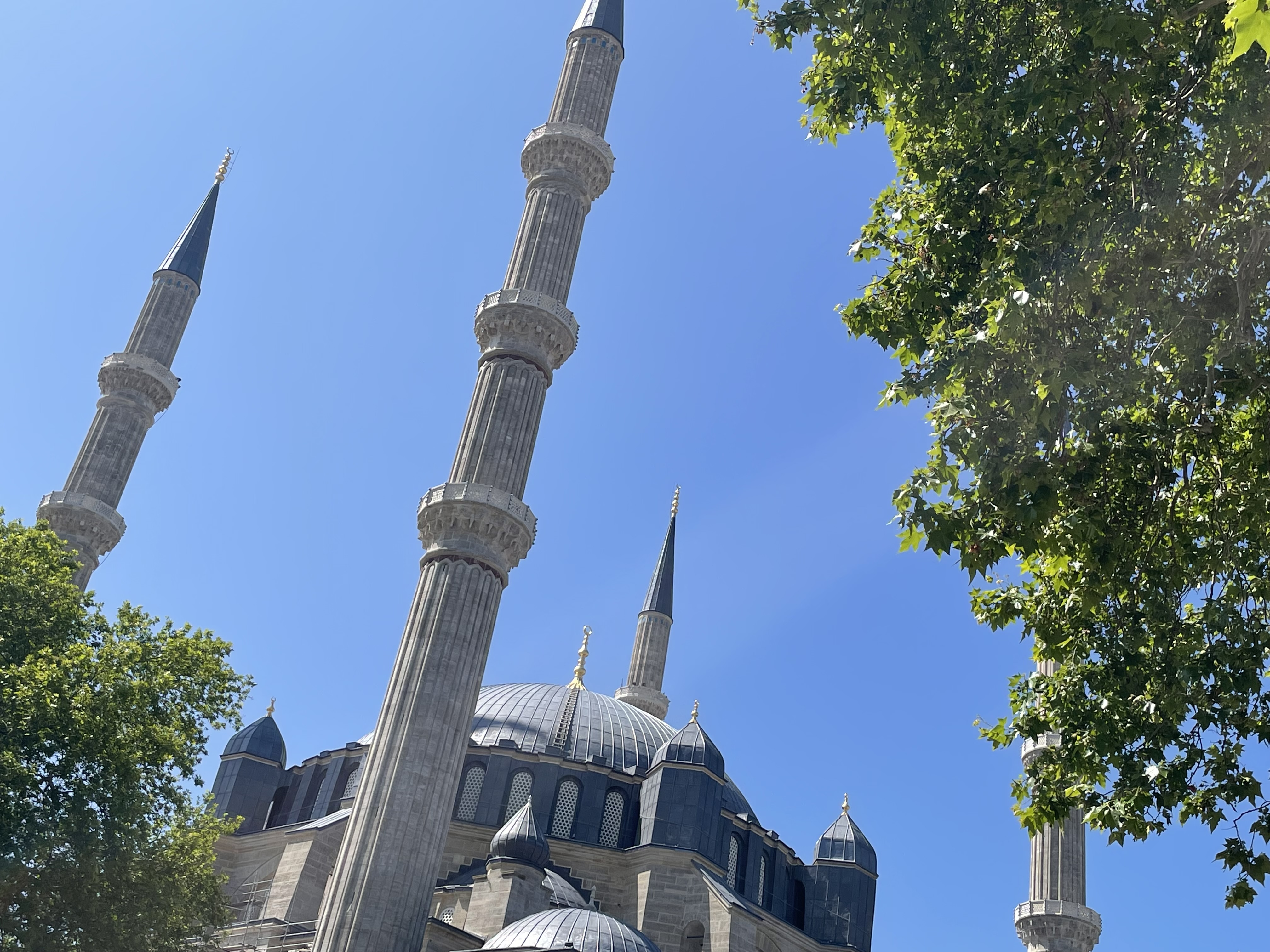
ارتفاع جامع السليمية أعل الهضبة بإدرنة.
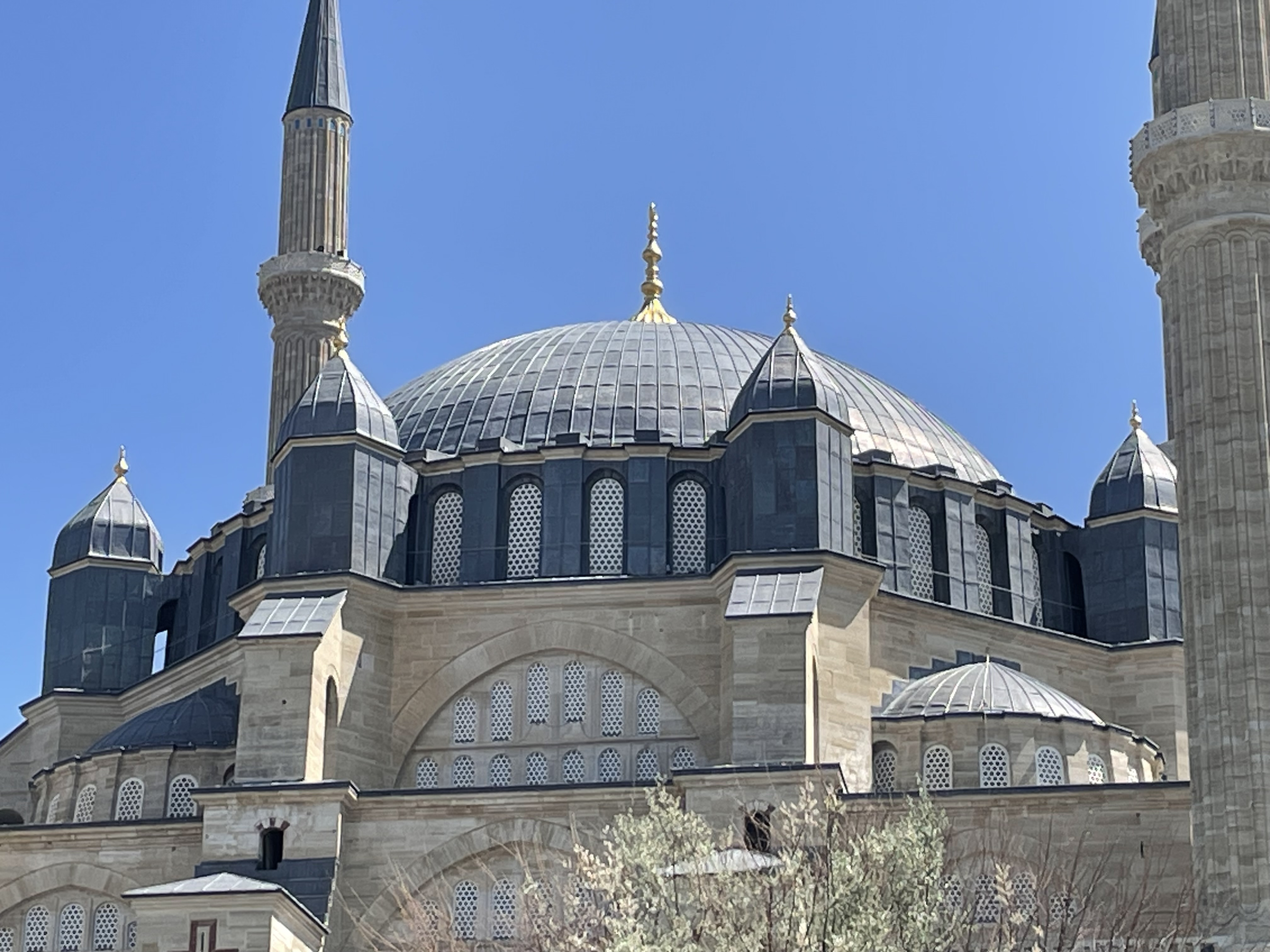
قبة الجامع.
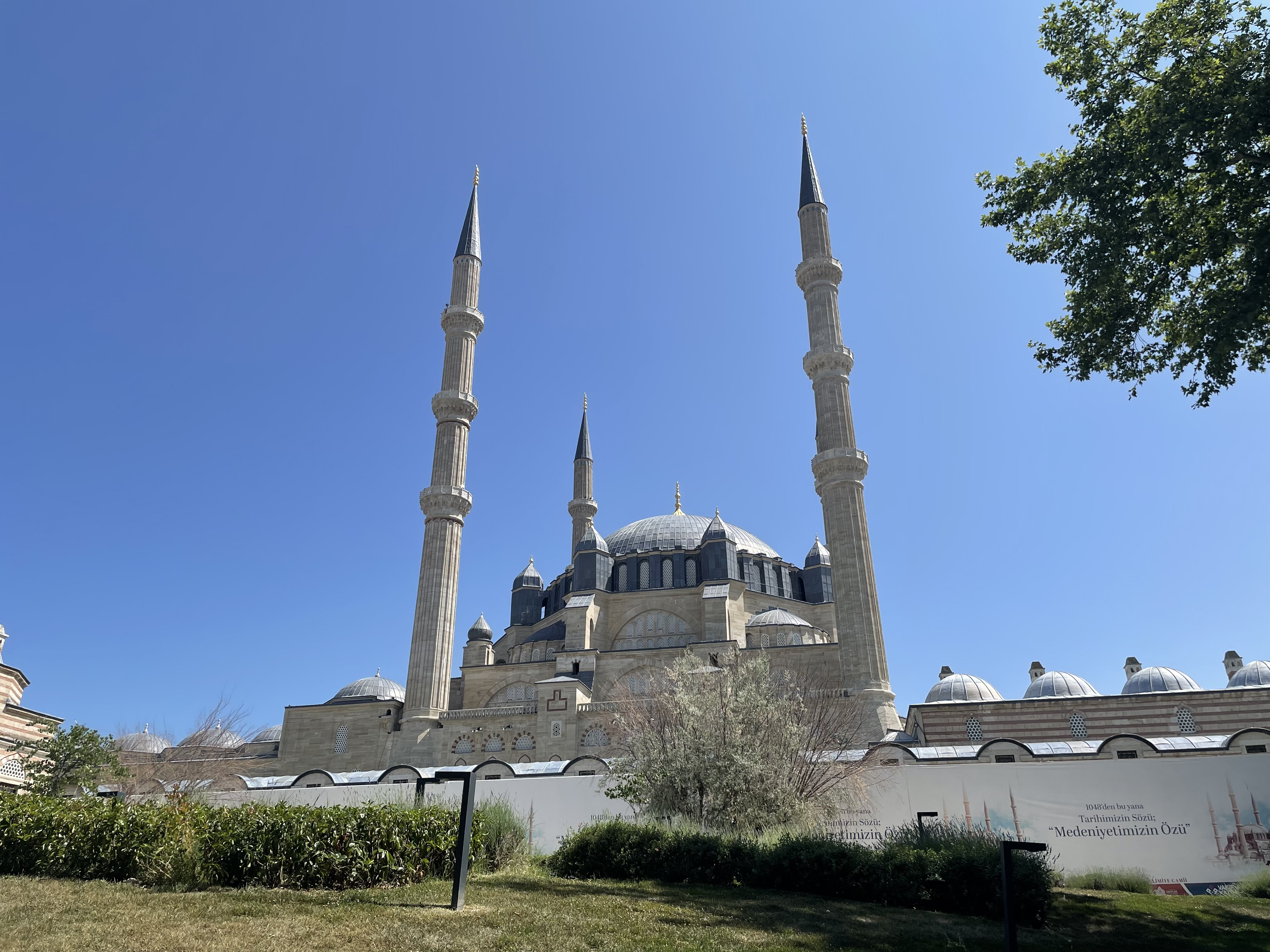
واجهة الجامع تطل على المدينة.
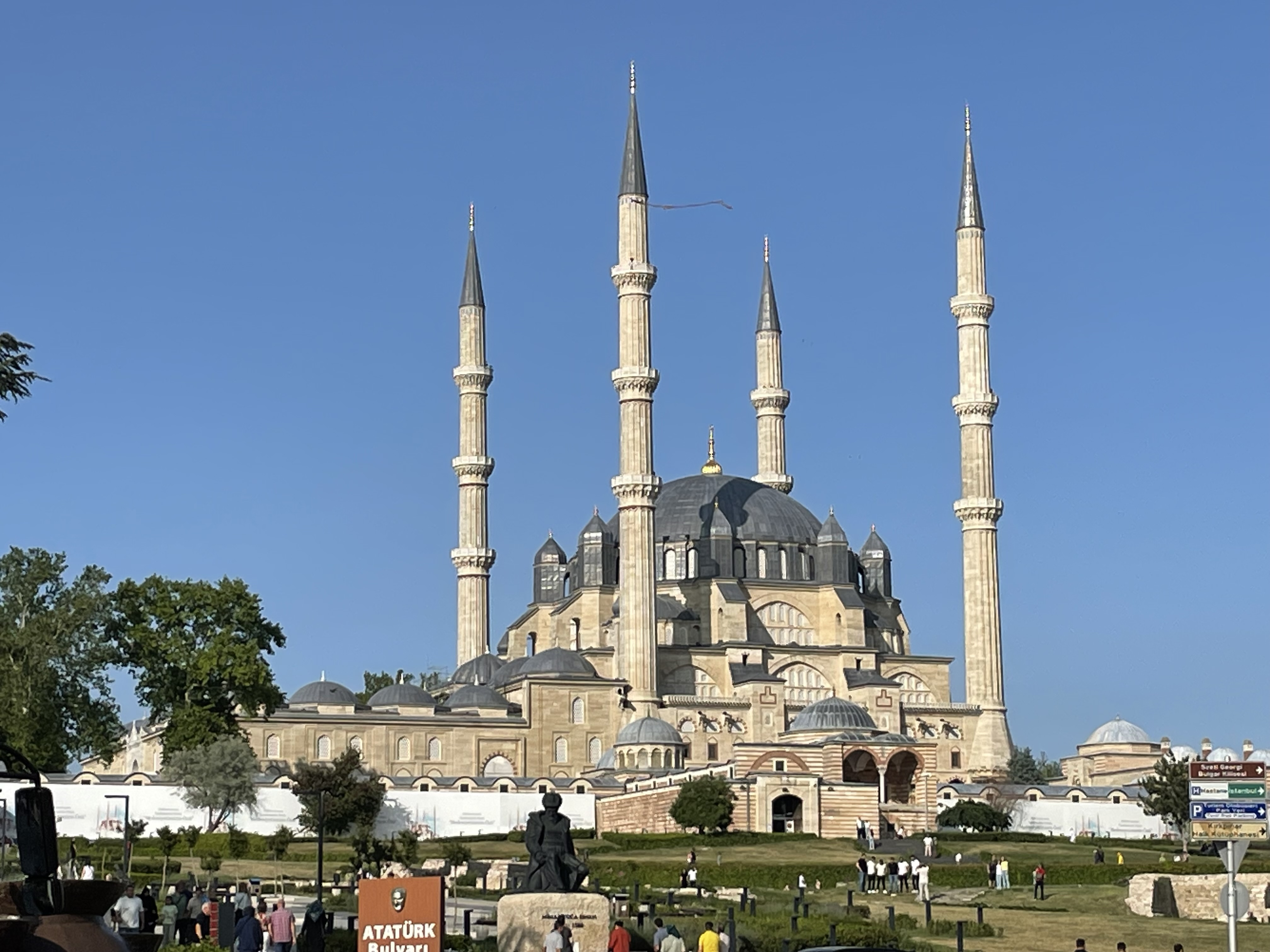
منظر عام للجامع بقبابه الأربع.

جامع السليمية بإدرنة من الداخل
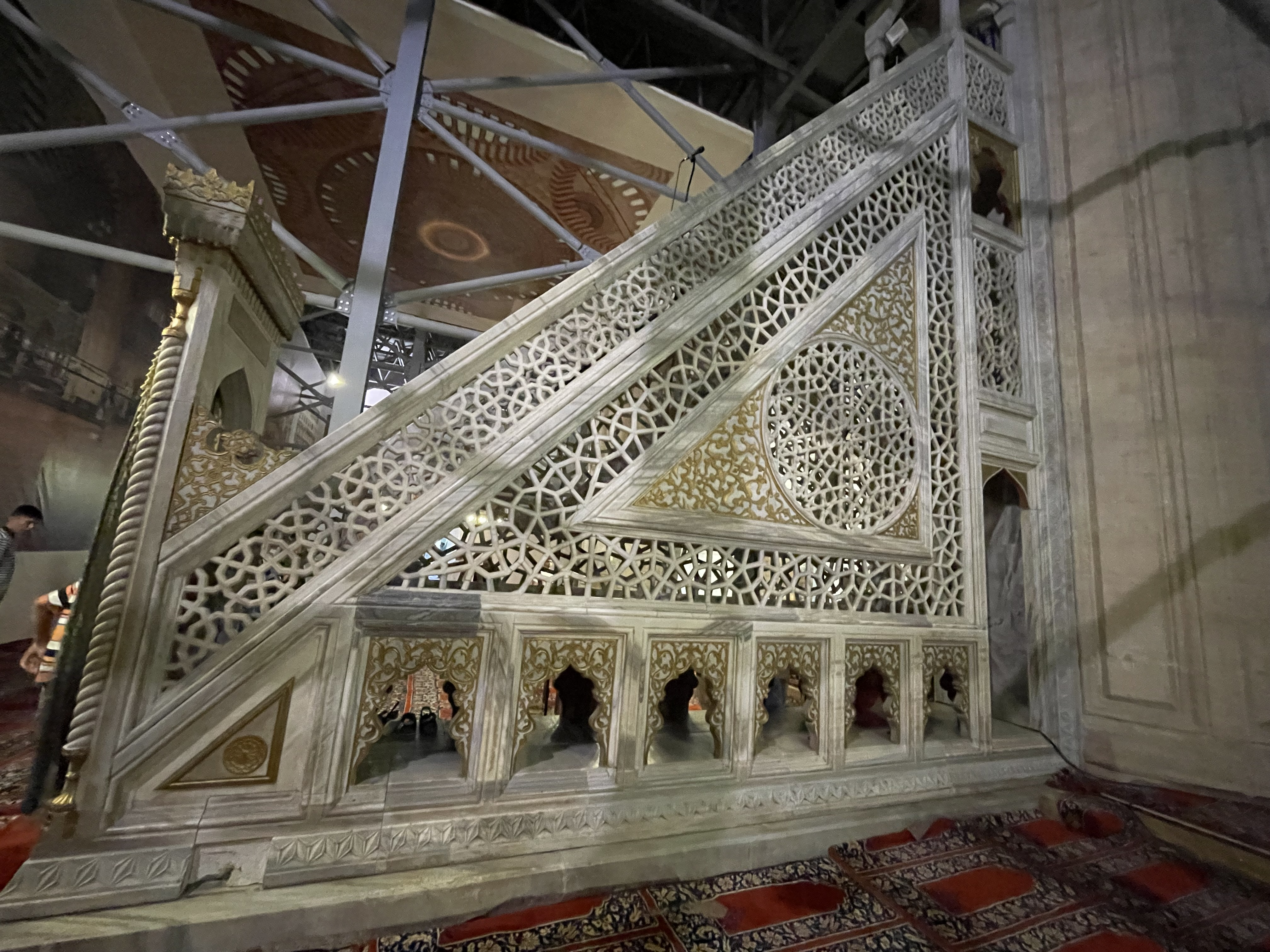
منبر الجامع أثناء ترميمات عام 2025م.
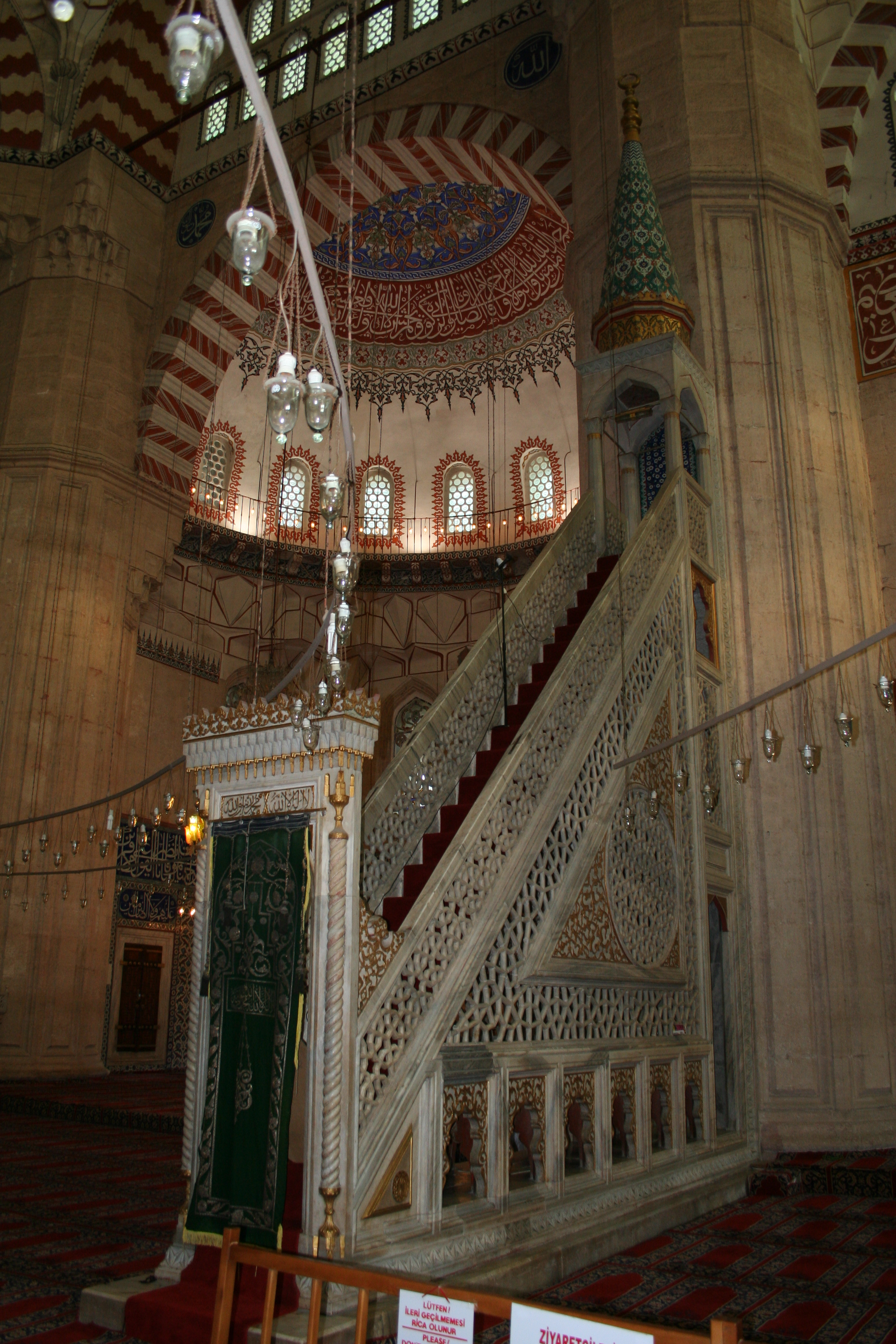
منبر الجامع.
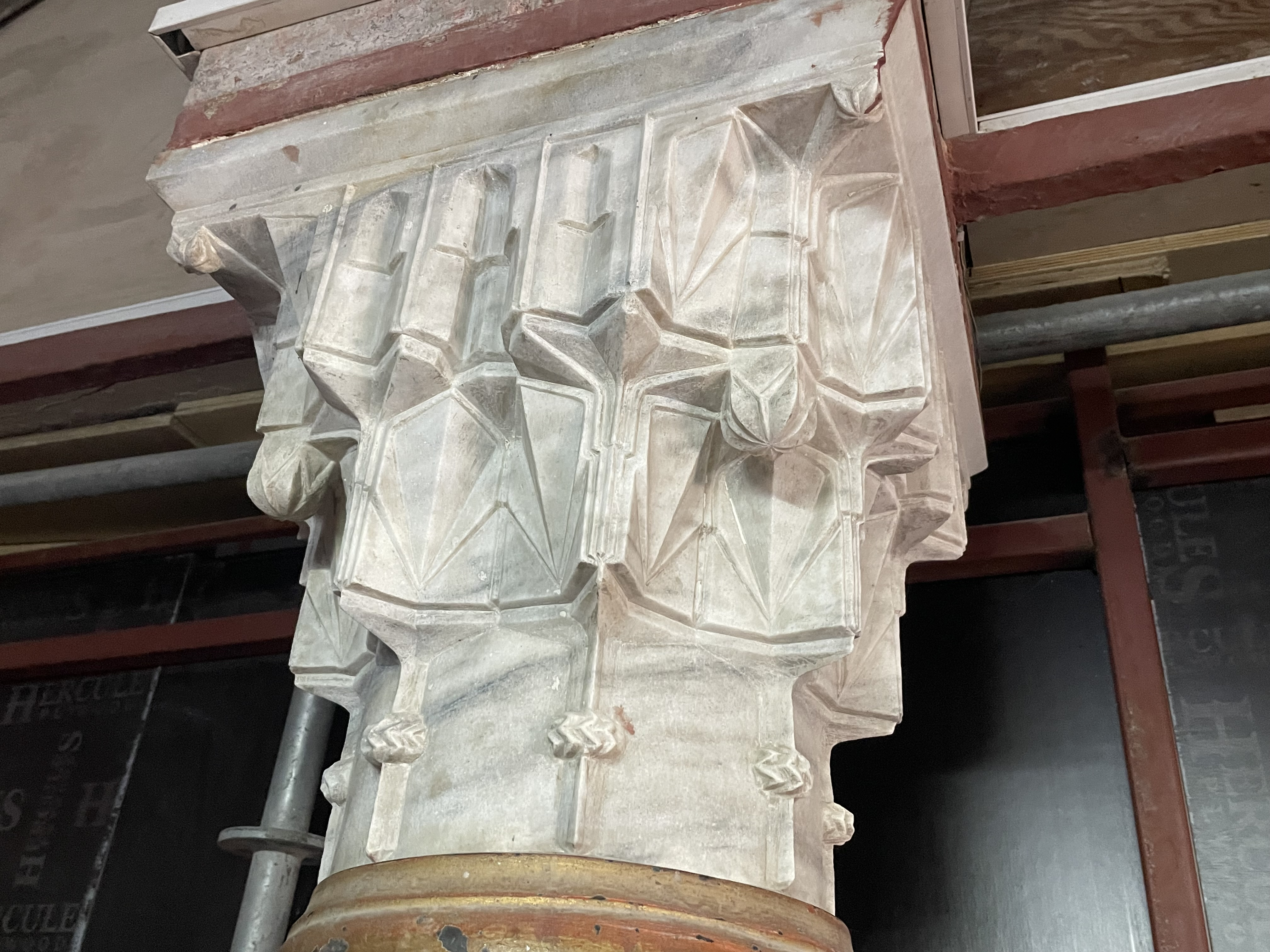
تاج أحد أعمدة الجامع، أثناء ترميمات عام 2025م.
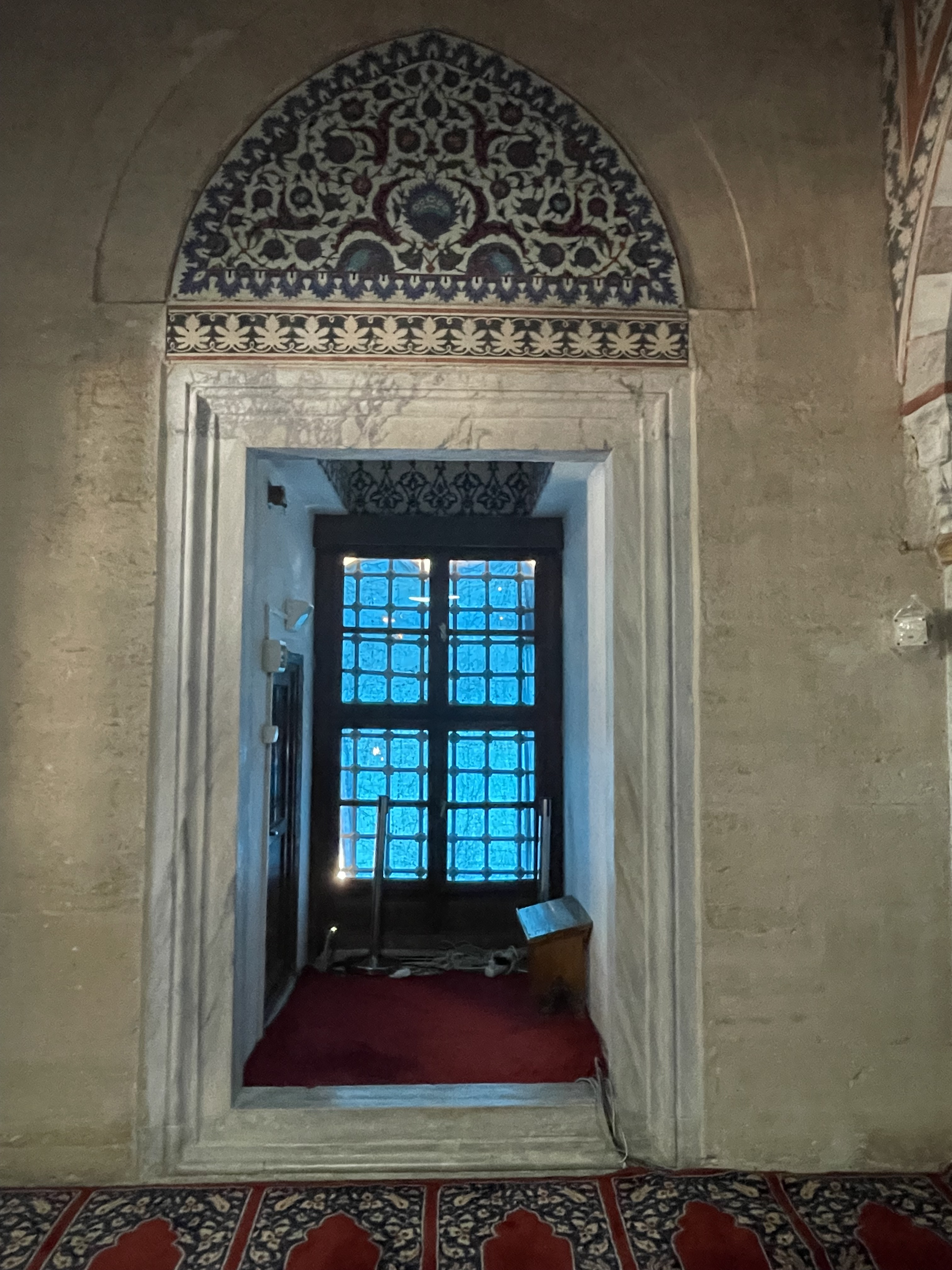
شباك داخلي بالجامع.
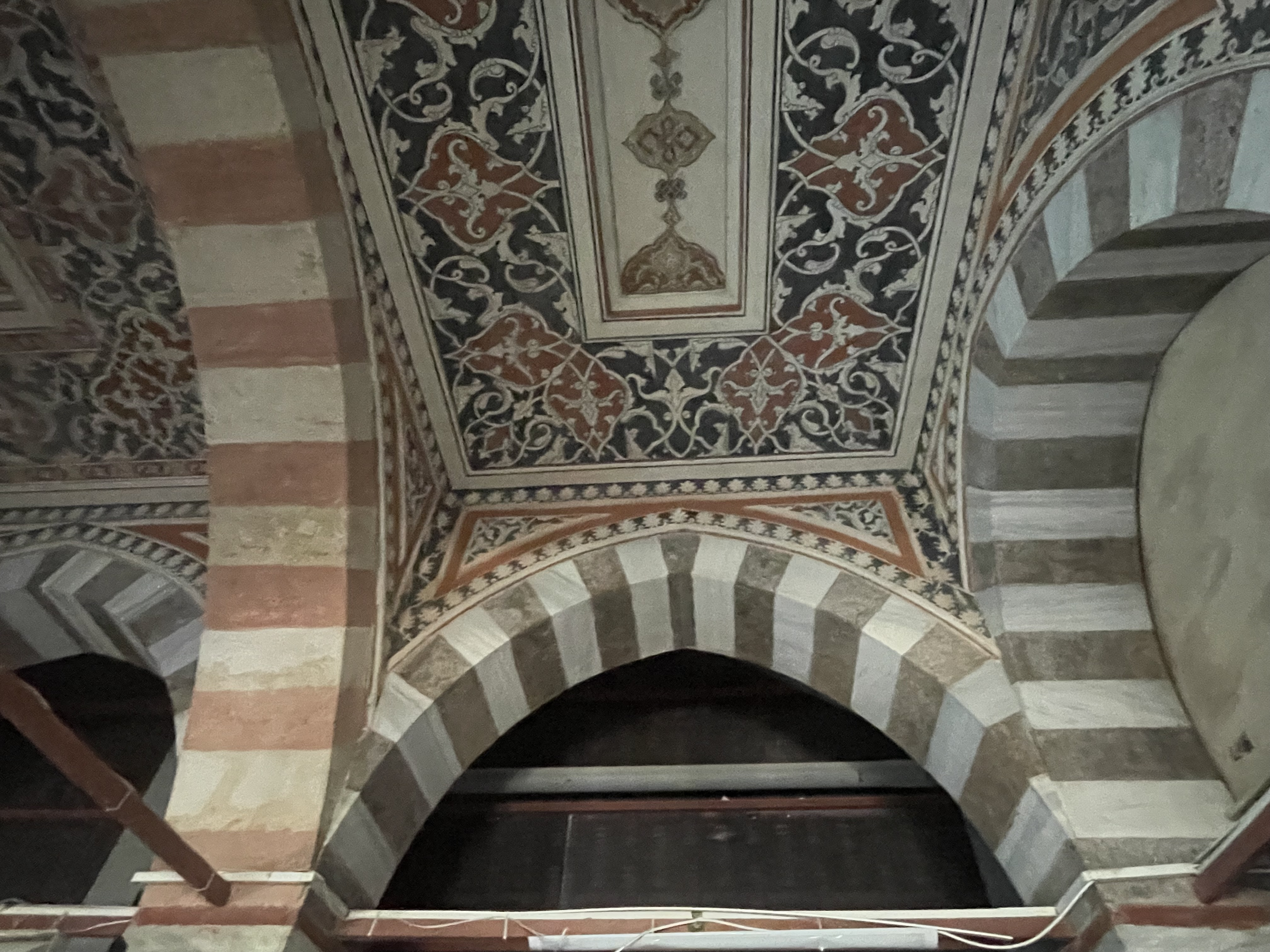
عمارة داخلية.
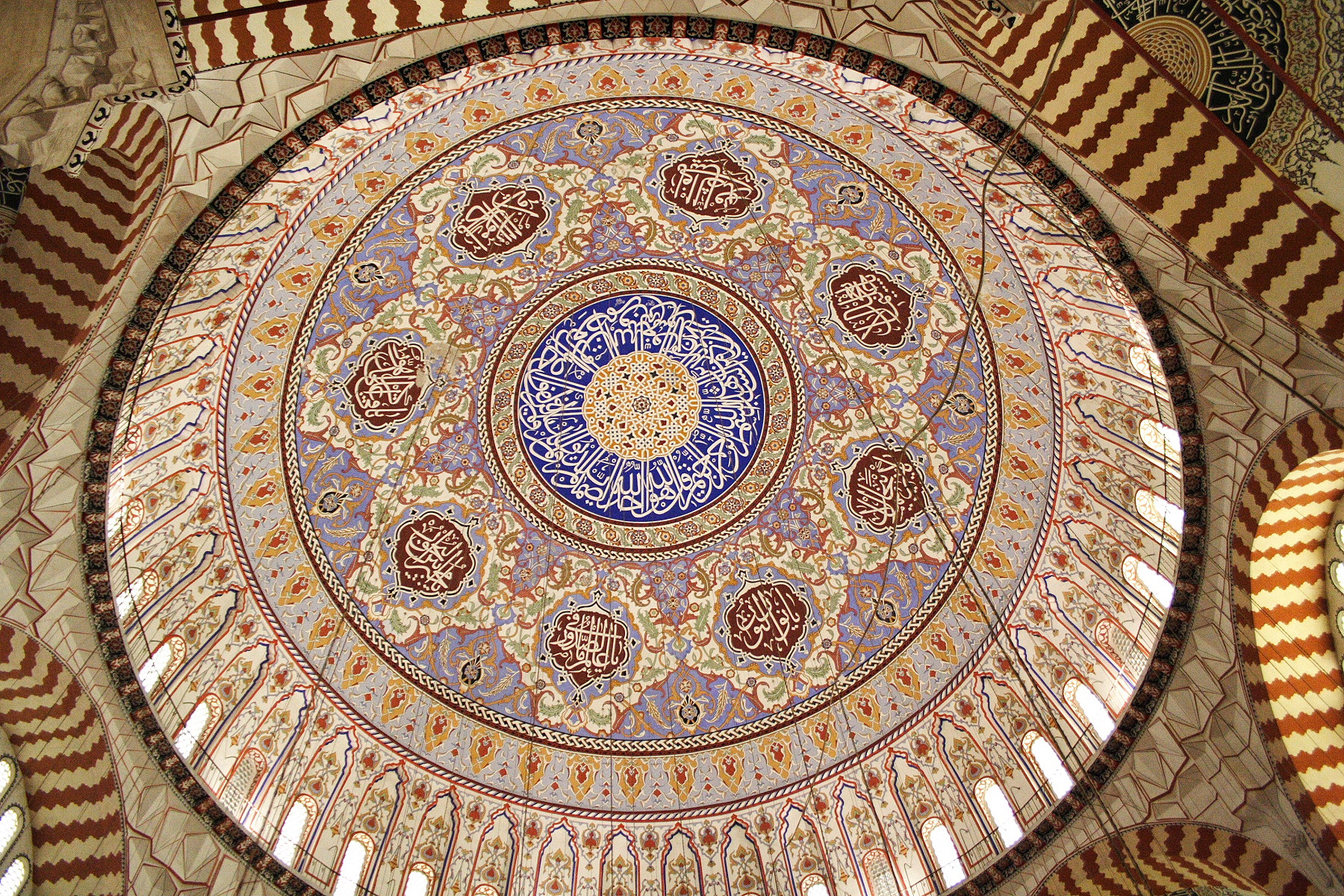
منظر داخلي لقبة الجامع.

تمثال حديث لمعمار سنان أمام جامع السليمية بإدرنة
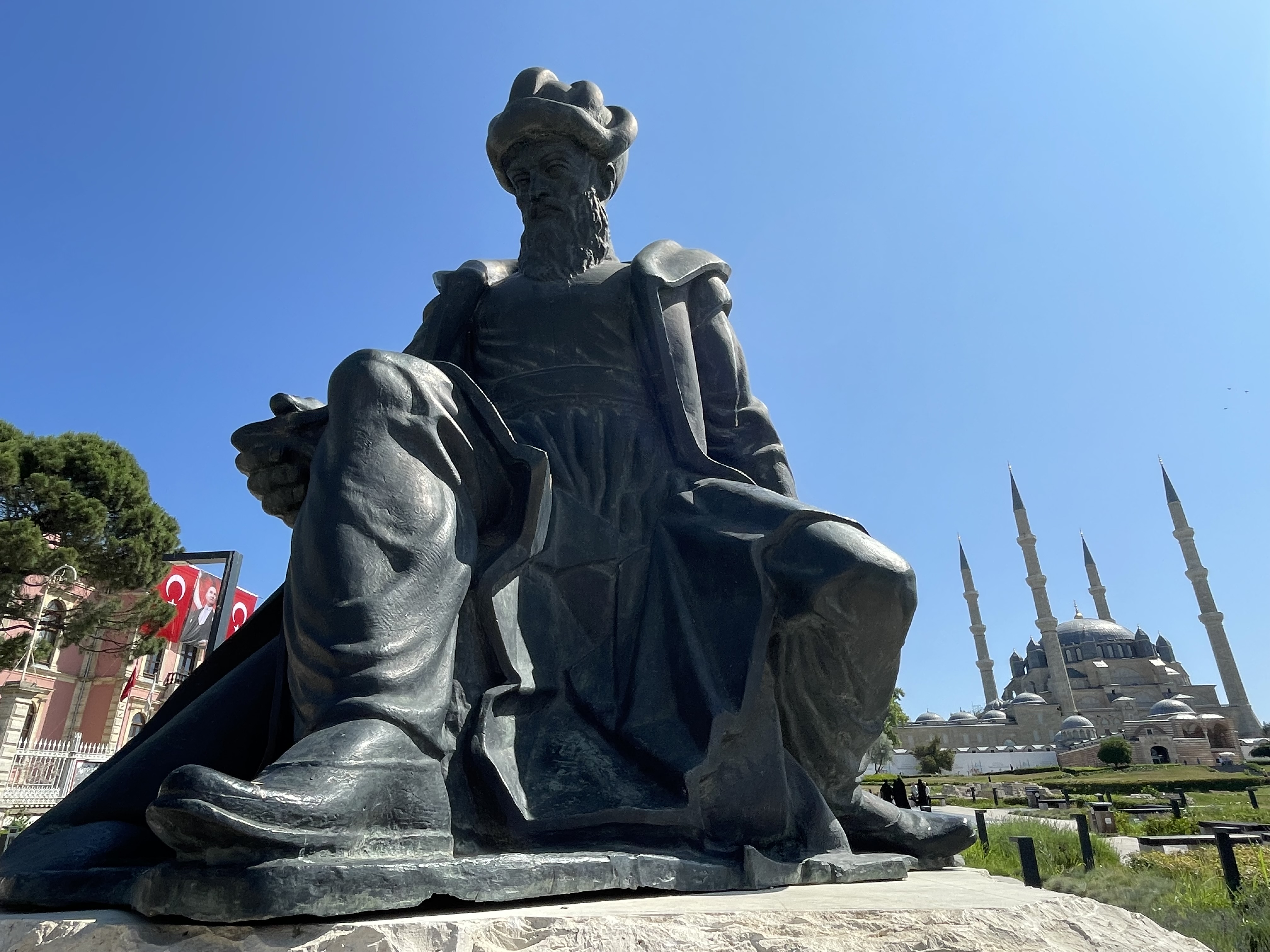
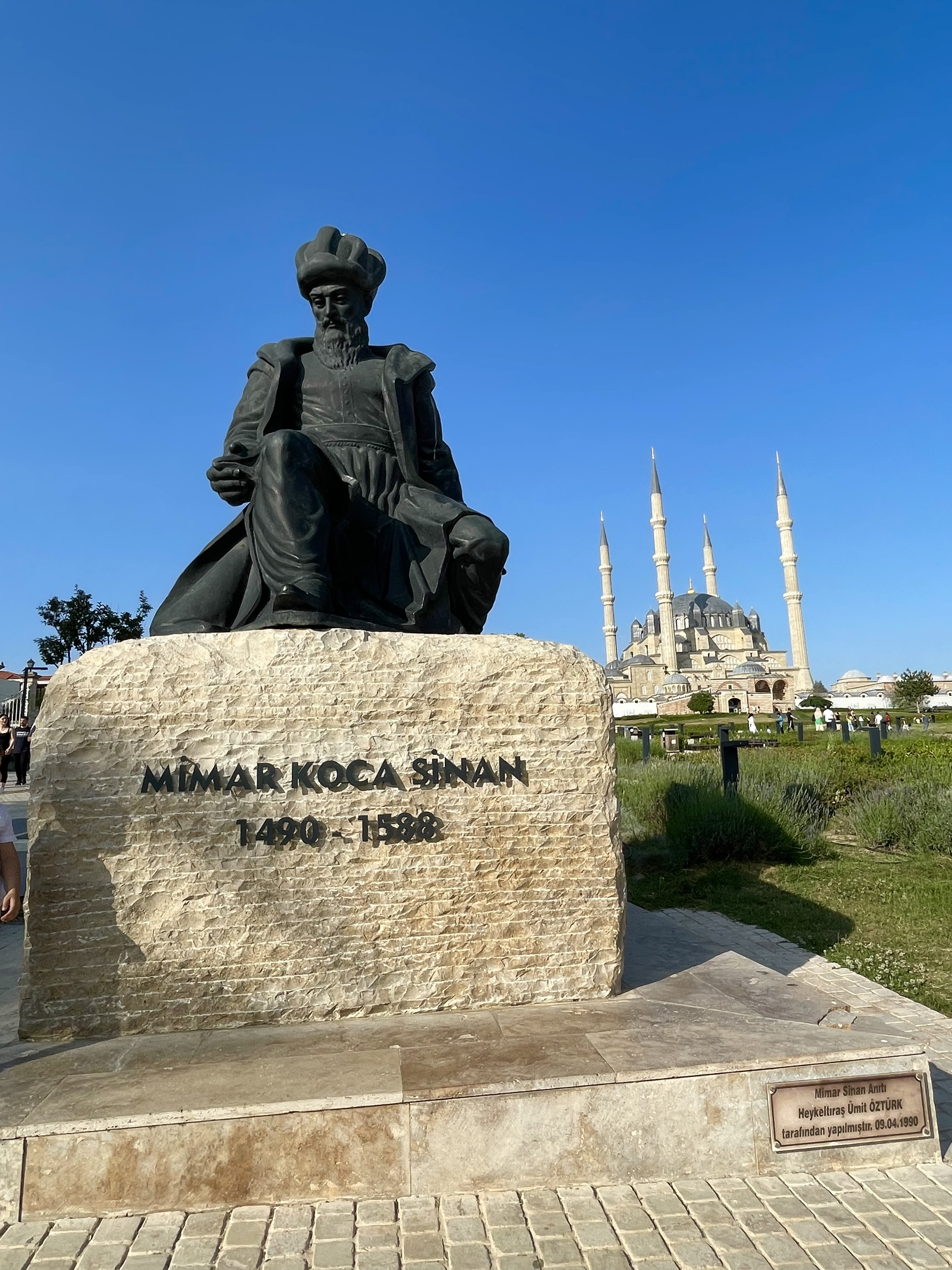
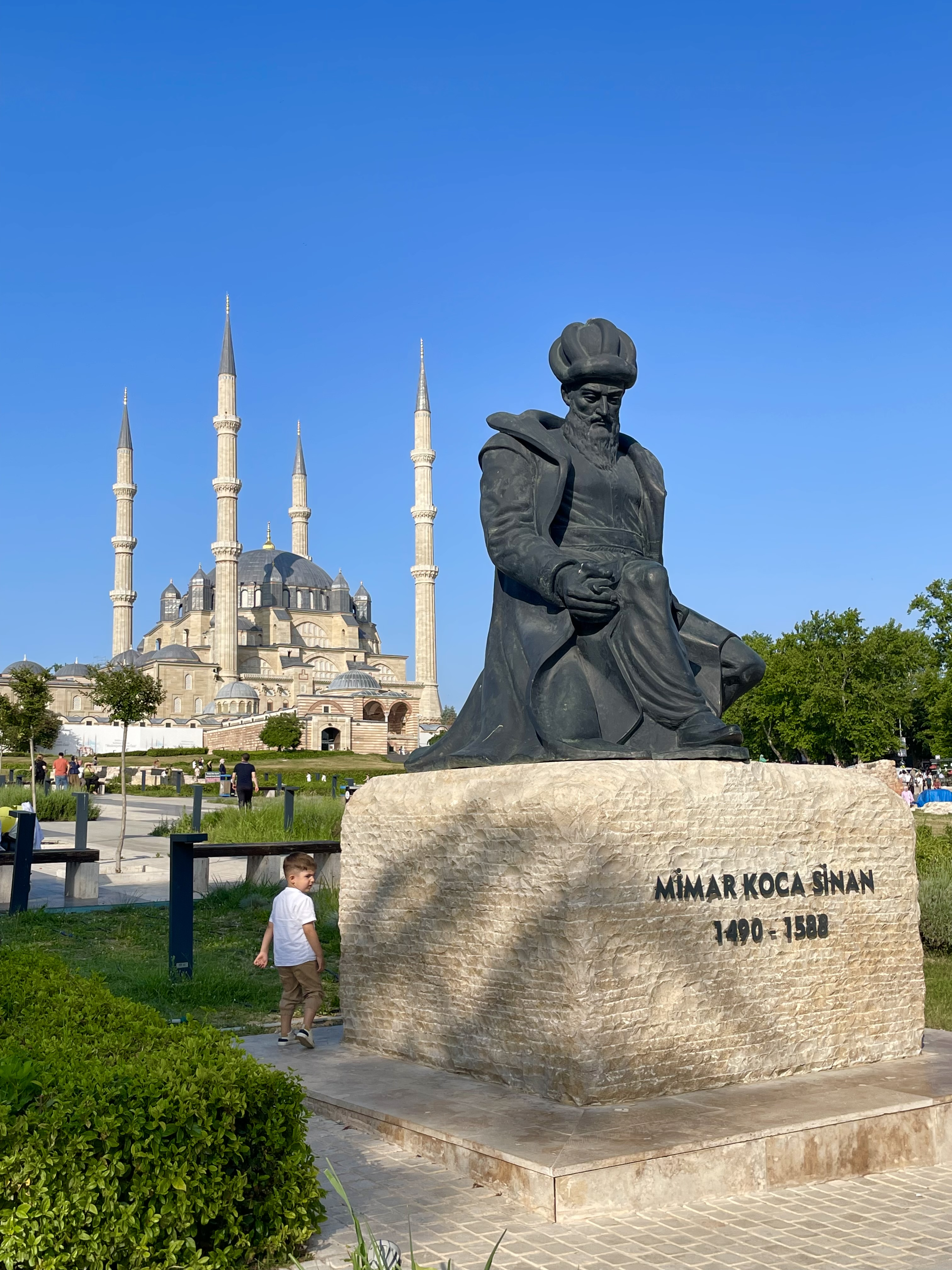
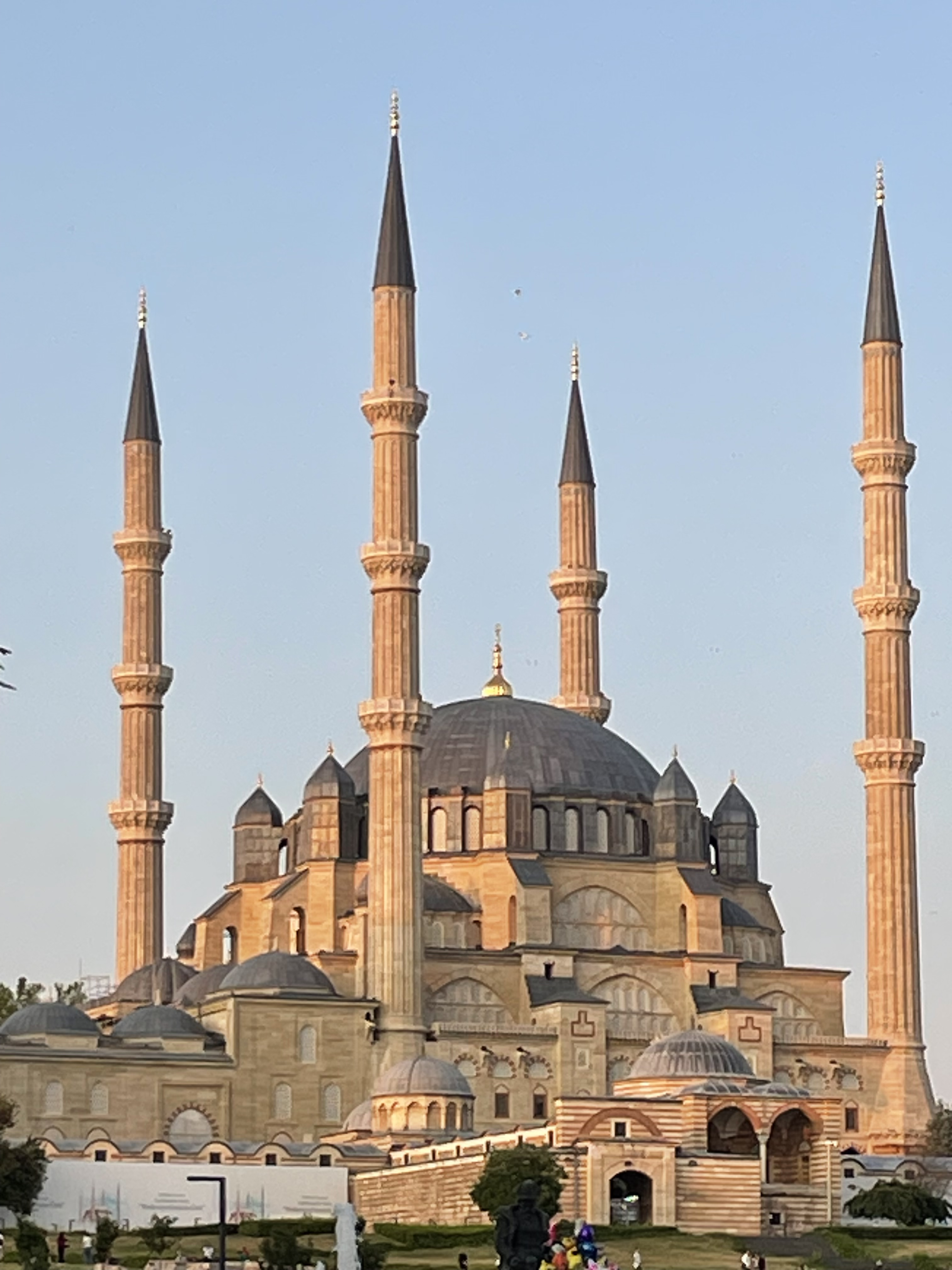